# Historia del uniforme del Club Social y de Deportes Concepción
Antes de concretar la fusión de clubes que originó a Deportes Concepción, el primer uniforme que utilizó el combinado local fue una camiseta a franjas verticales verdes y blancas, homenajeando en parte a uno de los clubes que participó de su fundación, el Lord Cochrane. Posteriormente, se cambió a una camiseta azul con pantalones amarillos (dado que ellos son los colores de la ciudad, de su bandera y escudo), uniforme con el cual se jugó el famoso partido con River Plate, con el que se dio por inaugurada la actual estructura del Estadio Municipal de Concepción. Sin embargo, debido a que dicho uniforme era similar al del entonces representativo de la Universidad de Concepción, una vez establecido el club el uniforme pasó a ser lila, por el color tradicional de las selecciones deportivas de Concepción.

## Uniforme titular
Salvo variaciones en la tonalidad a lo largo de los años y cambios en los diseños (que han incorporado vivos blancos, rojos e incluso amarillos según el auspiciador y la temporada), el color de la camiseta se ha mantenido constante desde la fundación del equipo. Los colores del pantalón han presentado variaciones: en ocasiones, se han utilizado pantalones blancos como parte del uniforme titular.

### Evolución
| 1966 | 1967 | 1968-69 | 1970-72 | 1972 | 1973 | 1974 | 1975-77 | 1977 |

| 1978-79 | 1980 | 1981 | 1982 | 1983 | 1983 | 1983 | 1984 | 1985 |

| 1986 | 1986 | 1986 | 1987 | 1988 | 1988 | 1989 | 1989 | 1990 |

| 1990 | 1991 | 1991 | 1991 | 1992 | 1993 | 1994 | 1995 | 1995 |

| 1996 | 1996 | 1997 | 1998 | 1999-00 | 2000 | 2001 | 2001 | 2001 |

| 2002 | 2003 | 2004 | 2004-05 | 2006 | 2007 | 2008 | 2009 | 2009 |

| 2010 | 2010 | 2011-12 | 2013 | 2014-15 | 2016 | 2017 | 2018 | 2019 |

| 2020-21 | 2021 | 2022 | 2023 | 2024 | 2025 |  |

## Uniforme alternativo
El uniforme de reserva normalmente ha sido blanco, salvo entre 1999 y 2003, años en que se utilizó por única ocasión un uniforme completamente amarillo de reserva. En temporadas anteriores incluso se ocupó un diseño de camiseta blanca con pantalones y franja diagonal morada, como uniforme de reserva.

### Evolución
| 1967 | 1968-72 | 1974 | 1975-77 | 1978 | 1982 | 1985 | 1986-87 | 1989 |

| 1990-91 | 1992 | 1993-94 | 1995 | 1996 | 1997 | 1998 | 1999-00 | 2000 |

| 2001 | 2001 | 2001 | 2002 | 2003 | 2004-06 | 2007 | 2008 | 2009 |

| 2010 | 2010 | 2011-12 | 2013 | 2014-15 | 2016 | 2017 | 2018 | 2019 |

| 2020-21 | 2021 | 2022 | 2023 | 2024 | 2025 |

## Tercer uniforme
Pese a las críticas de los hinchas, a fines de 2013, fue presentada una camiseta tornasol, estilo vintage, en tonalidades lilas, la cual es utilizada por el club para la temporada 2013, específicamente en la Copa Chile 2013-14, y de la que sólo circularon 300 copias.
En el segundo semestre de 2024, con el fin de apoyar la causa de la Corporación Yo Mujer, el club presentó su tercera camiseta para la temporada, la cual es de color rosada. El objetivo de esta es concientizar sobre la detección precoz del cáncer de mama.
| 2013 | 2024 | 2025 | 2025 |

## Indumentaria y patrocinadores
Esta es la cronología de las marcas y patrocinadores de la indumentaria del club.
| Período   | Proveedor             |
| --------- | --------------------- |
| 1988-1989 | Penalty               |
| 1990      | Adidas                |
| 1991      | Diadora               |
| 1992      | Adidas                |
| 1993-1994 | Avia                  |
| 1995      | Uhlsport              |
| 1996      | Diadora               |
| 1997      | Avia                  |
| 1998-1999 | Umbro                 |
| 2000-2001 | Club Sport            |
| 2002-2003 | JCQ                   |
| 2004-2005 | Training Professional |
| 2006-2009 | Lotto                 |
| 2010-2012 | Joma                  |
| 2013      | Penalty               |
| 2014-2015 | Uhlsport              |
| 2016      | Luanvi                |
| 2016-2017 | Squadra Sport         |
| 2018-2021 | Joma                  |
| 2021-Act. | Kelme                 |

| Período   | Patrocinador    |
| --------- | --------------- |
| 1977      | Finansur        |
| 1979      | Adesa           |
| 1980-1981 | Abastible       |
| 1982      | Adesa           |
| 1983      | Vega Monumental |
| 1984-1985 | Adesa           |
| 1986-1988 | Ñandú           |
| 1989      | Calzados Albano |
| 1990-1991 | Credisur        |
| 1993-2008 | Cristal         |
| 2009-2010 | Essbio          |
| 2011      | Essbio 3M       |
| 2012      | Essbio          |
| 2013-2016 | PF              |
| 2018      | Los Tres        |
| 2019      | AT-PAC          |
| 2020-2021 | Fanaloza        |
| 2022-2023 | Redfarma        |
| 2024      | Catim           |
| 2024-Act. | Coolbet         |

| Período              | Patrocinador                        |
| -------------------- | ----------------------------------- |
| 1980                 | Adesa (Dorsal)                      |
| 1990                 | Calzados Albano (Mangas)            |
| 2009; 2012-2016      | Entel (Mangas)                      |
| 2010-2012            | PF (Dorsal)                         |
| 2010-2011            | Chery (Dorsal)                      |
| 2010-2012            | Autoplaza (Mangas)                  |
| 2011-2012            | Hospital Clínico del Sur (Pantalón) |
| 2011-2012            | Clos de Pirque (Medias)             |
| 2012                 | Fiat (Dorsal)                       |
| 2012                 | Bruno Fritsch (Dorsal)              |
| 2012                 | Caja 18 (Mangas)                    |
| 2013                 | Hotel Terrano (Mangas)              |
| 2013                 | Caja 18 (Pantalón)                  |
| 2013-2016; 2025-Act. | Sodimac (Pantalón)                  |
| 2014                 | Santa Leña (Mangas)                 |
| 2014                 | Plaza Pro Sport (Mangas)            |
| 2016                 | Gasco (Dorsal)                      |
| 2016                 | Herbalife (Mangas)                  |
| 2016                 | Nutrimar (Pantalón)                 |
| 2018-2019; 2022-Act. | Hospital Clínico del Sur (Dorsal)   |
| 2019                 | Versluys (Mangas)                   |
| 2019-Act.            | Empresas CMPC (Dorsal)              |
| 2020-2021            | Hospital Clínico del Sur (Mangas)   |
| 2020-2022            | JetSmart (Mangas)                   |
| 2021-2022; 2025-Act. | Maat (Mangas)                       |
| 2023                 | Lootear (Dorsal)                    |
| 2024-Act.            | Aguas Concepción (Mangas)           |
| 2024-Act.            | Passline (Mangas)                   |
| 2025-Act.            | Vega Monumental (Pantalón)          |
| 2025-Act.            | Tenpo (Dorsal)                      |
| 2025-Act.            | Sanatorio Alemán (Pecho)            |